# Apaško polje

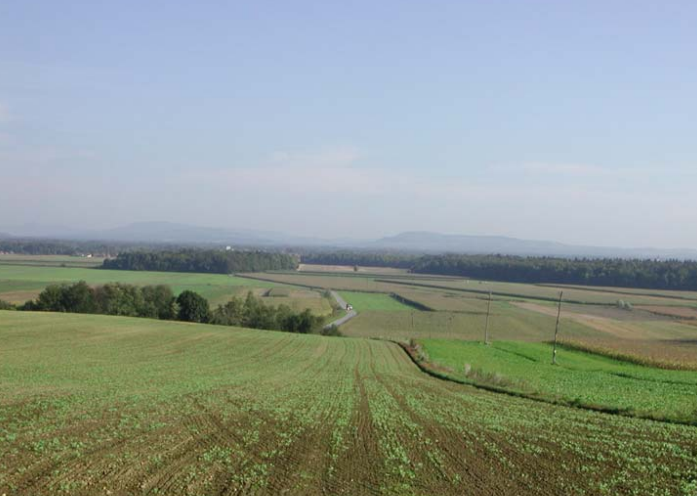
Apaško polje

Apaško polje (deutsch Abstaller Feld) ist der slowenische Name einer Ebene in der historischen Region Untersteiermark in Slowenien. Die Region liegt auf dem Gebiet der Gemeinde Apače und hat eine Fläche von 36 km² sowie eine Höhe von 210 bis 230 m über dem Meeresspiegel.

## Lage und Landschaft
Apaško polje wird im Norden vom Fluss Mur begrenzt, der die Staatsgrenze zwischen der Republik Slowenien und der Republik Österreich bildet. Im Süden reicht die Region bis zu den Ausläufern der Windischen Bühel (Slovenske gorice).
Im Apaška polje gibt es zahlreiche Flussarme, Wiesen, Auwälder und Kiesgruben. Die jährliche Niederschlagsmenge in diesem Gebiet gehört zu den niedrigsten in Slowenien und beträgt nur 900 mm. Die meisten Niederschläge fallen im Sommer mit einem Überschuss im Juli, die wenigsten im Winter mit einem Tief im Januar. Charakteristisch ist die Uneinheitlichkeit der Niederschläge, weshalb es häufig zu Dürren kommt. Aufgrund des Einflusses des Grundwassers ist der Boden entlang des Baches Mlinské potok lehmig und feucht, so dass Wiesen und Wälder vorherrschen.
Der größte Teil des Abstaller Feld ist mit flachem und sandigem Boden auf Kies oder Sand bedeckt, der für die Landwirtschaft günstig, aber empfindlich gegenüber Trockenheit ist.